# James Hutchison Stirling
James Hutchison Stirling (Glasgow, 22 gennaio 1820 – Edimburgo, 19 marzo 1909) è stato un filosofo inglese.

## Attività
Stirling ha contribuito alla diffusione in Inghilterra della filosofia tedesca postkantiana, più che all'elaborazione di un pensiero originale.
In polemica con l'interpretazione di Kant, resa popolare in Gran Bretagna da Sir William Hamilton, e soprattutto in opposizione al dominante clima positivistico, in particolare all'evoluzionismo di Thomas Huxley, Stirling propose un rinnovamento della filosofia inglese nella direzione del neohegelismo.
Alla diffusione del pensiero hegeliano in Gran Bretagna contribuì egli stesso in modo decisivo con The Secret of Hegel. Per quanto riguarda la personale interpretazione da lui data del pensatore tedesco, si può senza dubbio affermare che, per l'accentuazione dei motivi teistici della filosofia di Hegel e per il tentativo di conciliazione di tale filosofia con la tradizione cristiana, Stirling sia da ascrivere alla cosiddetta destra hegeliana.

## Opere
- Sir William Hamilton: Being the Philosophy of Perception (Sir William Hamilton: o la filosofia della percezione), del 1865.
- The Secret of Hegel (Il segreto di Hegel), del 1865.
- Jerrold, Tennyson, and Macaulay, del 1868.
- Burns in Drama, del 1878.
- Text-book to Kant, del 1881.
- Philosophy in the Poets (La filosofia nei poeti), del 1885.
- Philosophy and Theology (Filosofia e teologia), del 1890.
- Darwinianism: workmen and work (Darwinismo: lavoratori e lavoro), del 1894.
- What is Thought? or the Problem of Philosophy (Che cos'è il pensiero? o del problema della filosofia), del 1900.
- The Categories (Le categorie), del 1903.